# تميم المهيزع
تميم المهيزع (بالإسبانية: Tameem Al-Muhaza) (مواليد 21 يوليو 1996) هو لاعب كرة قدم قطري يلعب مع نادي الوكرة في دوري نجوم قطر كمدافع .
تميم المهيزع خريج أكاديمية أسباير و كانت له تجربة في الفئات السنية في أتلتيكو مدريد و أعاره الغرافة عام 2015 إلى كولتورال ليونيسا و عاد بعدها إلى الغرافة و أعير فترة إلى نادي الخور و لعب بعدها مع نادي المرخية ونادي الوكرة.
مثل المنتخبات السنية القطرية .

## روابط خارجية
- تميم المهيزع على موقع الاتحاد الأوربي (الإنجليزية)
- تميم المهيزع على موقع قاعدة بيانات كرة القدم.إي يو (الإنجليزية)
- تميم المهيزع على موقع ناشيونال فوتبول تيمز (الإنجليزية)
- تميم المهيزع على موقع Soccerway.com (الإنجليزية)